# Aloha from Hell
Gli Aloha from Hell sono stati un gruppo alternative rock tedesco, originario di Aschaffenburg e attivo dal 2008 al 2010.

## Storia del gruppo
Il gruppo si è formato nel 2006 e un anno dopo ha vinto un contest ideato dalla rivista BRAVO, che gli ha permesso di siglare un contratto discografico con la Sony BMG.
Nonostante tutti i membri del gruppo siano di nazionalità tedesca, la band ha scritto i propri testi in lingua inglese.
Nel gennaio 2009 è uscito l'unico album discografico del gruppo No More Days to Waste, che ha avuto successo soprattutto in Germania (#12) e Giappone (#10), ma anche in Belgio, Austria e altri Paesi.
Il gruppo ha inciso anche due EP e ha pubblicato complessivamente quattro singoli.
Si sono sciolti intorno al giugno 2010.

## Formazione
- Vivi (Vivien Eileen Bauernschmidt, nata il 10 novembre 1992) – voce
- Andy (Andreas Gerhard, nato il 28 aprile 1987) – chitarra
- Moo (Moritz Keith, nato il 18 luglio 1990) – chitarra
- Max (Max Forman, nato il 17 giugno 1991) – basso
- Feli (Felix Keith, nato il 26 maggio 1993) – batteria

## Discografia

### Album
- 2009 – No More Days to Waste

### EP
- 2009 – Aloha from Hell
- 2010 – Can You Hear Me Boys EP

### Singoli
- 2008 – Don't Gimme That
- 2008 – Walk Away
- 2009 – No More Days to Waste
- 2009 – Can You Hear Me Boys